# Franz Ehrle
Franz Ehrle, SJ (17 de outubro de 1845 - 31 de março de 1934) foi um padre jesuíta alemão e cardeal da Igreja Católica Romana. Ele serviu como arquivista do Arquivo Secreto do Vaticano, no curso do qual ele se tornou um agente líder no renascimento do tomismo nos ensinamentos da Igreja Católica.

## Primeiros anos e formação
Nasceu em Isny im Allgäu, no Reino de Württemberg, filho de Franz Ehrle, médico, e Berta von Frölich. Ele foi educado na escola jesuíta Stella Matutina em Feldkirch. Ingressou na Companhia de Jesus em 20 de setembro de 1861. Depois de completar os dois anos de seu noviciado programa de formação em Groheim, Hohenzollern, ele seguiu o curso de humanidades no Colégio de Friedricksburg em Münster, e mais tarde no colégio jesuíta em Maria Laach Abbey, onde estudou filosofia (1865–1868). Para a regência fase de sua formação na Companhia de Jesus, de 1868-1873 Ehrle foi enviado para ensinar em sua antiga escola secundária, Stella Matutina, onde ensinou inglês, francês e filosofia. Por causa de uma política anti-jesuítica que se seguiu à publicação do Kulturkampf na Alemanha, Ehrle, junto com outros companheiros alemães, teve que continuar seus estudos no exterior. Fez seus estudos em teologia no Ditton Hall, o seminário jesuíta em Liverpool , Inglaterra (1873-1877).
Depois de ser ordenado um sacerdote em 24 de setembro de 1876 em Liverpool, Ehrle fez um trabalho pastoral em uma casa para os pobres em Preston, Lancashire, antes de ser transferido em 1878 para Tervuren, Bélgica, onde o periódico jesuíta alemão Stimmen aus Maria-Laach (Vozes do Maria Laach) estabeleceu seu escritório no exílio, para servir como seu editor.

## Trabalhando nos Arquivos do Vaticano
Quando o Papa Leão XIII abriu o Arquivo Secreto do Vaticano em 1880, Erhle foi chamado a Roma para fazer algumas pesquisas sobre a correspondência oficial entre a Santa Sé e a Alemanha durante a Guerra dos Trinta Anos. O trabalho progrediu muito lentamente, pois um grande número de documentos não havia sido devidamente catalogado. Ehrle se envolveu cada vez mais, mas, respondendo ao apelo do papa Leão por uma renovação nos estudos tomistas , seus interesses se voltaram para a coleta e catalogação de livros e manuscritos sobre o escolasticismo . Para isso, ele visitou outras bibliotecas européias. As publicações começaram em 1885 com a Bibliotheca Theologiae e Philosophiae Scholasticae selectae (5 volumes). No início de 1890 ele começou a publicação de umHistoria Bibliothecae Romanorum Pontificum , uma história abrangente das bibliotecas papais de ambos Avignon e Roma.
Em setembro do mesmo ano (1890), Ehrle foi nomeado membro extraordinário da Junta de Conselheiros da Biblioteca do Vaticano , servindo de 1890 a 1895, após o que serviu como seu prefeito até 1914.
Em 1898 (30 de setembro a 1 de outubro), Ehrle organizou uma conferência internacional sobre a preservação de manuscritos na Abadia de São Galo, na Suíça . Como resultado da conferência, foi estabelecido um comitê:
- estudar os processos de preservação sugeridos e recomendar aqueles que parecem apropriados,
- publicar os processos de preservação discutidos na conferência,
- para colaborar com bibliotecas e especialistas técnicos.

Ehrle publicou um relato da reunião e os procedimentos também foram publicados. Esta conferência foi particularmente importante como a primeira reunião internacional dos encarregados da preservação do patrimônio histórico. Não deveria ser imitada até a década de 1930, quando o comitê internacional de museus da Liga das Nações organizou conferências sobre conservação em Roma, Paris e Atenas.
Ehrle residiu em Munique de 1918 a 1919. Ele então retornou a Roma para servir como membro do corpo docente do Pontifício Instituto Bíblico até 1922 e da Pontifícia Universidade Gregoriana. Foi promovido ao cargo de cardeal-diácono pelo Papa Pio XI no consistório papal de 11 de dezembro de 1922 e recebeu a igreja titular de São Cesário em Palatio . Ele morreu em 31 de março de 1934, em Roma, com a idade de 88 anos. No último ano de sua vida, ele havia sido o membro mais antigo do Colégio dos Cardeais. Seu corpo foi enterrado em Campo di Verano.